# 老挝人民革命党第十一届中央委员会
老挝人民革命党第十一届中央委员会由老挝人民革命党第十一次全国代表大会于2021年1月14日选举产生，成员包括中央委员和中央候补委员。随后举行的第一次全体会议上选出包括最高领导人职务的中央委员会总书记、最高决策机关中央政治局、中央办事机关中央书记处、最高军事机关中央国防与治安委员会等中央领导机构及相关负责人。

## 中央委员会委员
1. 通伦·西苏里，中央总书记、政府总理
2. 潘坎·维帕万，中央政治局委员、国家副主席
3. 巴妮·雅陶都，中央政治局委员、国会主席
4. 本通·吉玛尼，中央政治局委员、中央书记处常务书记、副总理、监察总局局长
5. 赛宋蓬·丰威汉，中央政治局委员、老挝建国阵线中央委员会主席
6. 占萨门·占雅拉，中央政治局委员、副总理、国防部部长，大将
7. 坎潘·蓬玛塔，中央政治局委员、中央纪委书记
8. 辛拉冯·库派吞，中央政治局委员、万象市委书记兼市长
9. 宋赛·西潘敦，中央政治局委员、副总理、计划投资部部长
10. 吉乔·坎凯匹吞，中央政治局委员、中宣部部长
11. 维莱·腊坎冯，中央政治局委员、公安部部长，上将
12. 西赛·乐迪门颂，中央政治局委员、国会副主席
13. 沙伦赛·贡马西，中央政治局委员、外交部部长
14. 坎潘·佩亚翁，中央书记处书记、乌多姆赛省委书记兼省长
15. 阿努帕·杜纳隆，中央书记处书记，万象市委副书记、市人民议会主席
16. 通沙立·芒诺梅，中央书记处书记、国家政治学院院长
17. 顺通·赛雅佳，中央书记处书记、中联部部长
18. 万通·西潘敦，中央书记处书记、审计署审计长
19. 扎伦·叶宝河，总理府部长
20. 宋玛·奔舍那，自然资源与环境部部长
21. 坎平·赛宋平，劳动与社会福利部部长
22. 苏温·伦奔米，国防部副部长、总参谋长
23. 坎坚·冯珀西，总理府部长、办公厅主任
24. 坎潘·西提丹帕，万象省委书记兼省长
25. 坎佩·布达万，
26. 通莱·西力冯，国防部副部长、总政治部主任
27. 因拉万·乔本潘，老挝妇联主席
28. 坎康·占塔维苏，琅勃拉邦省委书记兼省长
29. 开玛妮·奔舍那，工贸部部长
30. 波显坎·冯达拉，科技部部长
31. 宋塔努·塔玛冯，国家社会科学院院长
32. 维莱冯·布达坎，中央纪委副书记，占巴塞省委书记兼省长
33. 佩·蓬皮帕，农林部部长
34. 蓬沙万·西塔冯，沙耶武里省委书记兼省长
35. 万赛·平松马，华潘省委书记兼省长
36. 山迪帕·丰威汉，沙湾拿吉省委书记兼省长
37. 布阿坎·沃拉吉，自然资源与环境部副部长
38. 布阿空·那玛冯，波乔省委书记兼省长
39. 宋赛·西帕赛，老挝国家银行行长
40. 贝坎·卡提亚，劳动与社会福利部副部长
41. 阿伦赛·孙那拉，老挝人民革命青年团中央书记处书记
42. 宣沙万·维亚吉，国会秘书长
43. 普赛·赛雅颂，沙湾拿吉省委副书记、副省长
44. 宝·宋那翁赛，赛宋本省委副书记、副省长
45. 乐·赛雅蓬，阿速坡省委书记兼省长
46. 坎良·乌塔凯山，副总参谋长
47. 本准· 乌本帕瑟，财政部副部长
48. 坎佩·万纳桑，丰沙里省委书记兼省长
49. 列莱·西维莱，色贡省委书记
50. 万沙瓦·西潘敦，交通运输部副部长
51. 坎莱·西拉苏，琅南塔省委书记
52. 普·辛玛拉翁，教育体育部副部长
53. 万赛·蓬沙万，甘蒙省委书记兼省长
54. 本丰·普玛莱西，卫生部副部长
55. 阿力翁·蓬本泰，老挝工会联合会主席
56. 派·维西布力帕，司法部副部长
57. 普翁·温坎山，
58. 普通·占玛尼赛，内务部部长
59. 本占·西翁潘，川圹省委书记兼省长
60. 通沙万·丰威汉，外交部副部长
61. 赛沙纳·欧普托，最高人民检察院副检察长
62. 阿沙庞通·西潘敦，万象市委副书记、副市长
63. 李博·立巴帕，国会计划财政与审计委员会主任
64. 布沙迪·塔纳芒，
65. 贡通·冯维希，公安部副部长
66. 平·卡拉沙西玛，国会经济技术与环境委员会主任
67. 波翁坎·蓬玛贡，副总参谋长
68. 万通·贡玛尼，总政治部副主任
69. 道翁·普内乔，能源与矿产部副部长
70. 坎贝·丹拉，老挝建国阵线中央委员会副主席
71. 贡乔·赛宋坎，波里坎赛省委书记兼省长[1]

### 中央政治局委员
2021年1月15日，老挝人民革命党第十一届中央委员会第一次全体会议选举产生老挝人民革命党第十一届中央政治局委员13人。
- 中央委员会政治局委员：通伦·西苏里、潘坎·维帕万、巴妮·雅陶都、本通·吉玛尼、赛宋蓬·丰威汉、占萨门·占雅拉、坎潘·彭玛塔、辛拉冯·库派吞、宋赛·西潘敦、吉乔·坎凯匹吞、维莱·腊坎冯、西赛·乐迪门颂、沙伦赛·贡马西[2]

### 中央书记处书记
2021年1月15日，老挝人民革命党第十一届中央委员会第一次全体会议选举产生老挝人民革命党第十一届中央书记处书记9人。
- 老挝人民革命党中央委员会总书记：通伦·西苏里
- 老挝人民革命党中央书记处常务书记：本通·吉玛尼
- 中央书记处书记：坎潘·彭玛塔、西赛·乐迪门颂、坎潘·佩亚翁、阿努帕·杜纳隆、通沙立·芒诺梅、顺通·赛雅佳、万通·西潘敦